# SIMON ライフルグレネード

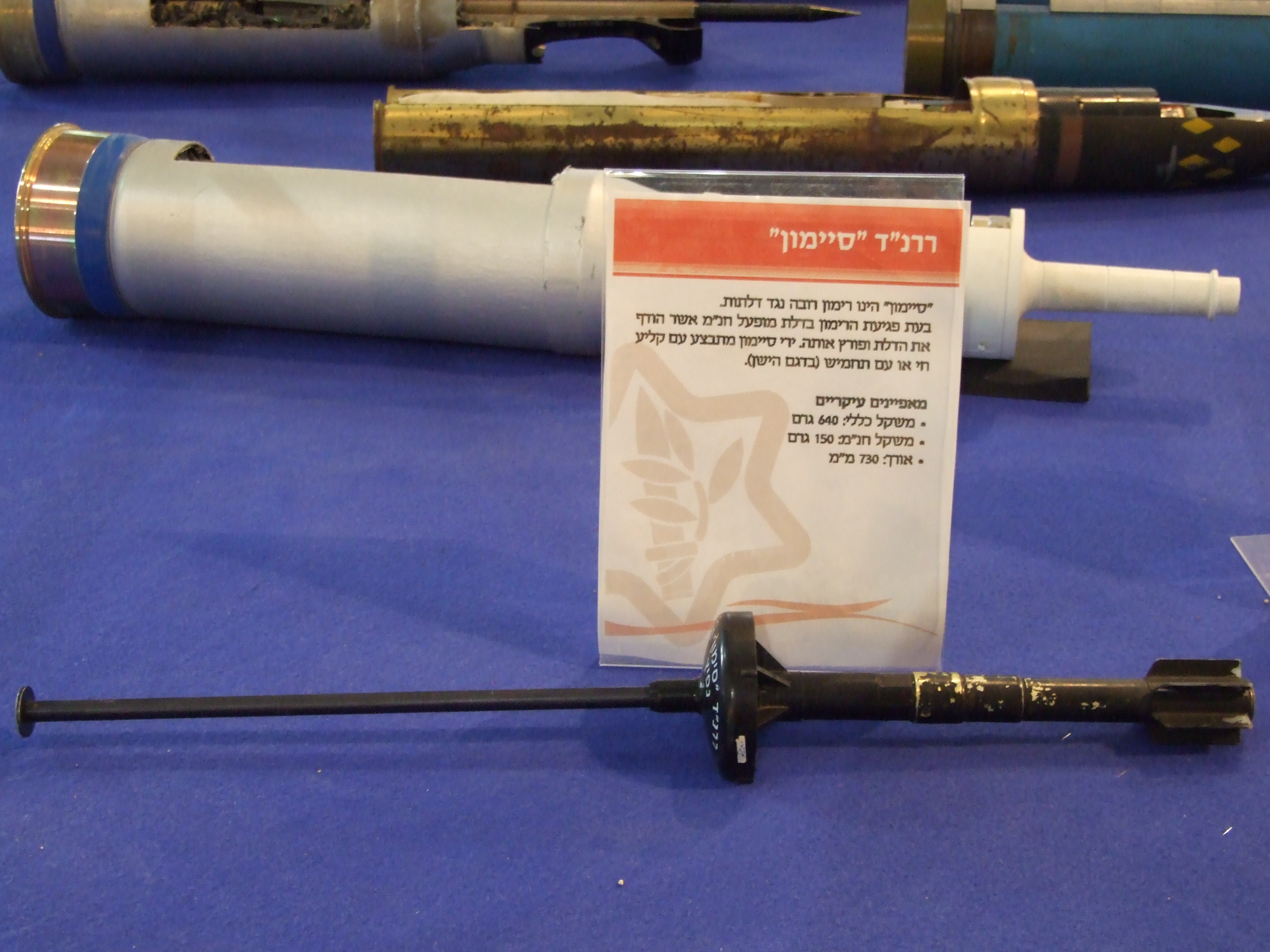
SIMON ライフルグレネード（下）

SIMON（サイモン、またはシモン）とは、イスラエルのラファエル・アドバンスド・ディフェンス・システムズ社が開発した、ドア破砕専用の特殊用途ライフルグレネードである。

## 背景
第四次中東戦争以降のイスラエル国防軍の戦闘相手は、シリアやエジプトに代表される周辺アラブ諸国の正規軍から、PLOやPFLP、ハマース、ヒズボラなどのゲリラ組織に変化し、ヨルダン川西岸地区やガザ地区、レバノン南部などにおける市街地を舞台とした対ゲリラ作戦の比重が増加していった。
これらの対ゲリラ戦においては市街地の建物の内部に突入・制圧する必要が大きいが、散弾銃のスラッグ弾（一粒弾）や携帯式破城槌、可塑性爆薬などを利用してドアをこじ開ける場合、建物の至近距離に接近する必要があるため相手側の待ち伏せ攻撃やブービートラップによる犠牲を出す例も多い。
また、普通の40mmグレネード弾（イスラエル国防軍はM203も制式採用している）や対戦車ロケット弾でドアを破壊した場合、爆風や破片によって建物内外のドア付近に存在する人員に対する付随被害が出るため、人質救出時には危険であり、国内外世論が悪化して作戦遂行への足枷ともなる。そこで、少し離れた距離から安全にドアを吹き飛ばす専用の兵器が必要とされた。
こうした事情から、イスラエル国外でもIMIなどと並び、戦車・装甲車防御システムのトロフィーなどの開発で有名な総合兵器メーカーのラファエル社により特殊用途グレネードの開発が進められ、完成した結果が“サイモン”である。

## 設計
サイモン・ライフルグレネードの後部（安定翼のある部分）は、M16やM4カービン、ガリル、タボールなどの5.56mm NATO弾仕様の突撃銃の外部銃身部分（銃身外径22mm）にそのままはめ込んで装填する。発射方式はグレネード内部で普通実包もしくは曳光弾の弾頭を受け止め、その推進エネルギーを利用して飛翔する弾頭トラップ式であるので、射出用の空包を別途用意する必要は無い。
真ん中の直径の大きい部分が弾頭であり、弾頭の前に配置されたスタンドオフ・ロッドが目標のドアのどこかに命中すると弾頭が爆発し、爆風によってドア本体かドアの蝶番と鍵を破壊してドアをこじ開ける。この際、建物内部への付随被害を最小限に押しとどめるように設計されている。
ドアという小さな目標を直接照準で狙う関係上、最大有効射程は30m程度とかなり短いが、実用上の問題はないと思われる。
なお、ラファエル社はサイモンの構想を更に発展させ、ドアのみならず建物の壁を破砕するためのマタドールWB（MATADOR Wall-Breaching）ランチャーも開発している。こちらはライフルグレネードではなく、使い捨ての単発ランチャーである。

## 仕様
| 形式                   | SIMON 150 （標準型） | SIMON 120 （改良型） |
| ---------------------- | -------------------- | -------------------- |
| 全体重量               | 680g                 | 620g                 |
| 弾頭重量               | 150g                 | 120g                 |
| 全長                   | 765mm                | 765mm                |
| スタンドオフ・ロッド長 | 400mm                | 400mm                |
| 最大直径               | 100mm                | 100mm                |
| 最小有効射程           | 15 m                 | 12.5 m               |

- 出典：Rafael Advanced Defense Systems Ltd.のカタログ

## 採用国
- イスラエル

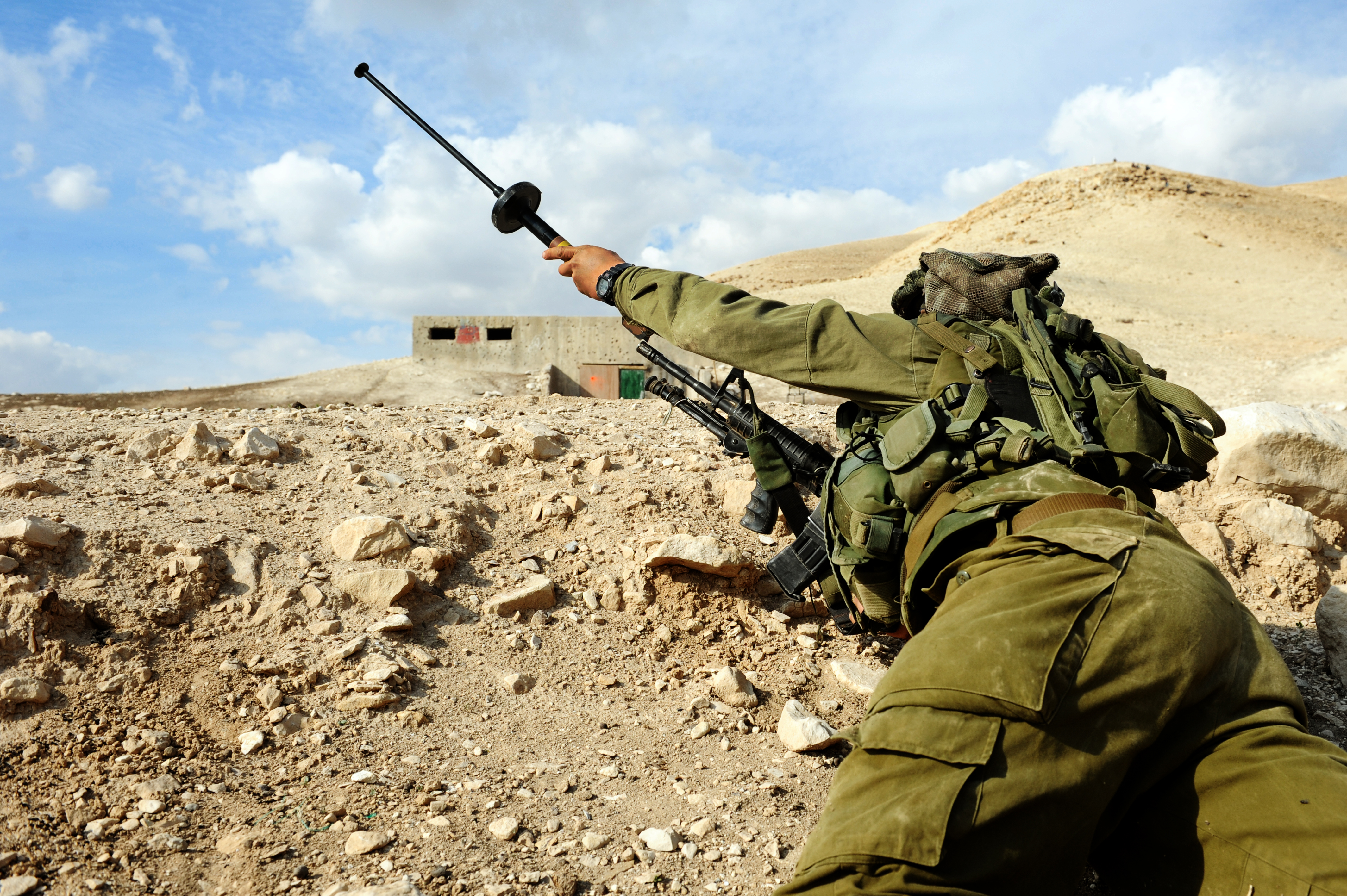
SIMON ライフルグレネードを装着するイスラエル兵士

- アメリカ合衆国 - SIMON 120をM100 GREM（Grenade Rifle Entry Munition）として制式採用。